# Band from TV
Band from TV – charytatywny cover band, którego wszyscy członkowie są aktorami w amerykańskich serialach telewizyjnych. Przekazują oni dochód z występów i nagrań do organizacji charytatywnych według własnego uznania.

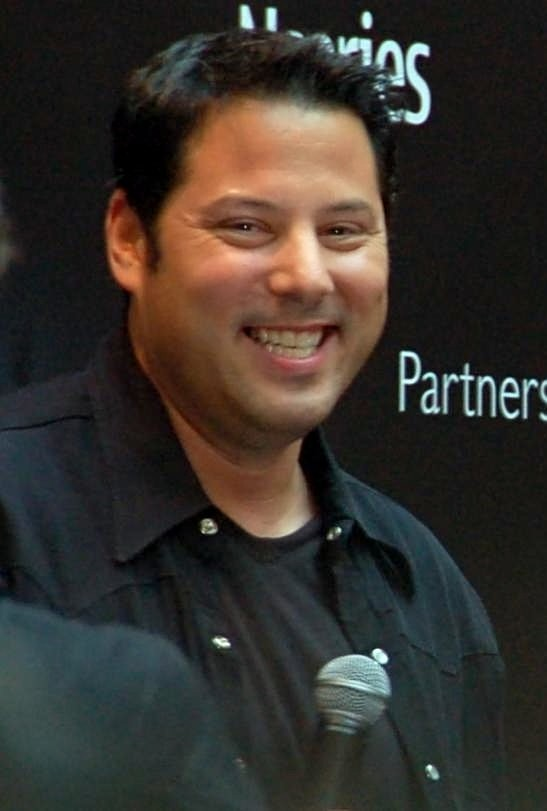
Założyciel zespołu Greg Grunberg

## Obecni członkowie
- Greg Grunberg – perkusja
- James Denton – gitara
- Jesse Spencer – skrzypce
- Bob Guiney – wokal
- Adrian Pasdar – gitara
- Scott Grimes – instrumenty klawiszowe

### Wsparcie aktorów i gwiazdy gościnnie
- Hugh Laurie – instrumenty klawiszowe, śpiew
- David Anders – śpiew
- Teri Hatcher – śpiew
- Lester Holt – gitara basowa
- Chris Kelley – gitara
- Bryan McCann
- Chris Mostert – saksofon
- Barry Sarna – instrumenty klawiszowe
- Jon Sarna – perkusja
- Brad Savage – gitara basowa, śpiew
- Bonnie Somerville – śpiew
- Kim Conrad – perkusja
- Jorge Garcia – śpiew
- Hayden Panettiere – voice-over (głos podkładany)